# Merismus megapterus
Merismus megapterus är en stekelart som beskrevs av Walker 1833. Merismus megapterus ingår i släktet Merismus och familjen puppglanssteklar. Arten är reproducerande i Sverige. Inga underarter finns listade i Catalogue of Life.